# Lanceoppia kalalao
Lanceoppia kalalao är en kvalsterart som beskrevs av Sandór Mahunka 1977. Lanceoppia kalalao ingår i släktet Lanceoppia och familjen Oppiidae. Inga underarter finns listade i Catalogue of Life.